# Fancy Club Swinger
Fancy Club Swinger е американски късометражен документален ням филм от 1894 година на режисьора Уилям Кенеди Диксън с участието на Джон Ейбъл, заснет в лабораториите на Томас Едисън в Ню Джърси.

## В ролите
- Джон Ейбъл[2]